# Wodorosiarczan potasu
Wodorosiarczan potasu, E515 (nazwa Stocka: wodorosiarczan(VI) potasu), KHSO
4 – nieorganiczny związek chemiczny, sól potasowa kwasu siarkowego. Stosowany jest jako dodatek do żywności z grupy środków pomocniczych.
Wodorosiarczan potasu można otrzymać poprzez dodanie azotanu potasu do kwasu siarkowego:
H
2SO
4 + KNO
3 → KHSO
4 + HNO
3